# エルマンガルド＝ジェルベルジュ・ダンジュー
エルマンガルド＝ジェルベルジュ・ダンジュー（フランス語：Ermengarde-Gerberge d'Anjou, 956年ごろ - 1024年ごろ）は、ブルターニュ公コナン1世の妃、ブルターニュ公領摂政（在任：992年 - 994年）。後にアングレーム伯ギヨーム4世の妃となった。

## 生涯
エルマンガルド＝ジェルベルジュはアンジュー伯ジョフロワ1世とアデール・ド・モーの娘として、956年ごろに生まれた。973年にレンヌ伯コナン1世と結婚した。この結婚はアンジュー家とブルターニュ公家の間で同盟を結ぶために計画されたにもかかわらず、エルマンガルドの父および弟フルク3世と夫コナン1世は対立した。992年にコンクレイユの戦いでコナン1世がフルク3世に殺され、その後992年から994年まで息子ジョフロワ1世の摂政をつとめていた間も、エルマンガルドは弟フルク3世に対し忠実であった。992年、弟の利益のため摂政として統治し、ブロワ伯ウード1世を上級領主と認めることを拒否し、レンヌ伯領に対しカペー家を上級領主として受け入れた。
1000年ごろ、エルマンガルド＝ジェルベルジュは弟フルク3世により、アンジューと同盟を結んでいたアングレーム伯ギヨーム4世に再嫁した。

## 子女
ブルターニュ公コナン1世との間に以下の子女が生まれた。
- ジョフロワ1世（980年頃 - 1008年） - ブルターニュ公[3]
- ジュディット（982年 - 1017年） - ノルマンディー公リシャール2世と結婚[3]
- ジュディカエル（1037年没） - ポルオエ伯[3]
- エルノ[3]

アングレーム伯ギヨーム4世との間に以下の子女が生まれた。
- オードゥアン2世（1032年没） - アングレーム伯[6]
- ジョフロワ（1048年没） - アングレーム伯[6]
- フルク[6]
- ウード[6]
- アルノー - 早世[6]
- ギヨーム - 早世[6]